# Escala colissa

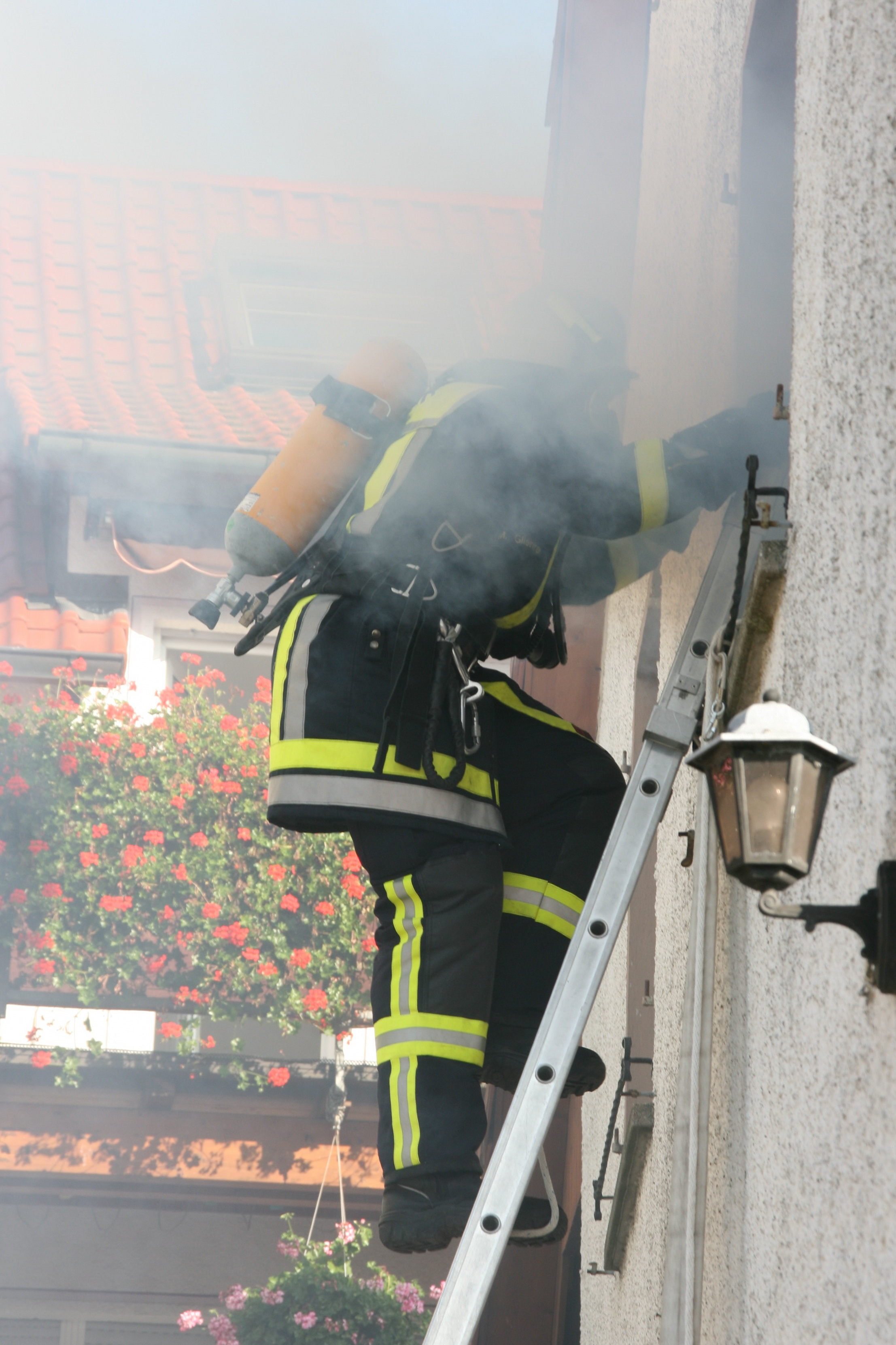

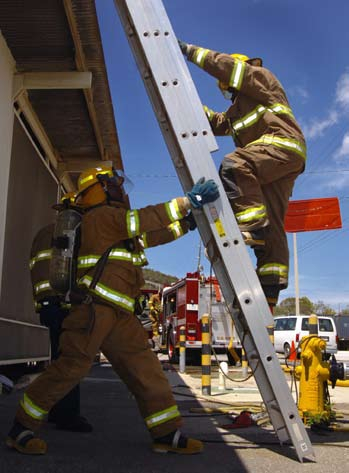

L'escala colissa o escala extensible és un tipus d'escala de mà, que està constituïda per dos o tres trams encaixables que llisquen l'un sobre l'altre i que permeten fer-la més o menys llarga. És utilitzada pels bombers per al rescat, o per accedir a altells, pisos superiors, al terrat d'una estructura, així com espais que poden ser difícils d'accedir d'una altra manera. Es pot utilitzar per a l'evacuació de persones en civera.

## Descripció
Les escales colisses per a bombers acostumen a tenir una llargada de 4 metres (cada tram) i una amplada de 0.50 cm. Es transporten al sostre dels vehicles de bombers i poden tenir un sistema de fixació que permeti ser descarregada des del terra per la part posterior del vehicle i eviti que els bombers hagin de pujar al sostre.
Es componen de 2 muntants, amb sabates basculants antilliscants a la part inferior, i poden tenir rodes de lliscament per façana a la part superior. Els travessers cada 28 cm conformen els escalons, de 30 mm de petjada. Els trams estan subjectats entre ells amb bloquejadors externs i trinquets interns, i es desplacen estirant d'una corda.
Poden ser de fusta, metàl·liques (acer o alumini) o de fibra de vidre. Les metàl·liques són conductores de l'electricitat.

## Ús
- Per garantir la seguretat, la facilitat d'escalada i suportar el màxim pes, l'escala colissa s'ha de col·locar en un angle entre 70º i 75º respecte a l'horitzontal (de 15º a 20º respecte a la vertical). Per aconseguir aquest angle, la base de l'escala ha d'estar a una distància entre una tercera i una quarta part de l'alçada des del terra fins al punt on l'escala es recolza contra l'objectiu. Una manera senzilla de comprovar la correcta inclinació de l'escala és col·locar-se dret amb les puntes del peus contra les sabates de l'escala, i estirant els braços, els dits haurien de caure sobre el graó a l'alçada de les espatlles.[7][2]
- L'escala ha de sobrepassar 1 metre el punt de suport superior, per a garantir un accés segur. Això equival a 3 escalons per sobre del punt de suport.[7]

## Normativa
A Europa han de complir la norma EN 1147:2010 Escales portàtils per a l'ús dels serveis d'incendi. A Espanya és la norma UNE-EN 1147: 2011.